# Parco Massari
Il parco Massari è il più ampio e noto parco pubblico di Ferrara all'interno delle mura della città.

## Origini del nome
Il nome del parco viene dai conti Massari che acquistarono il palazzo che porta il loro nome e, in seguito, trasformarono il preesistente giardino in un parco all'inglese.

## Storia

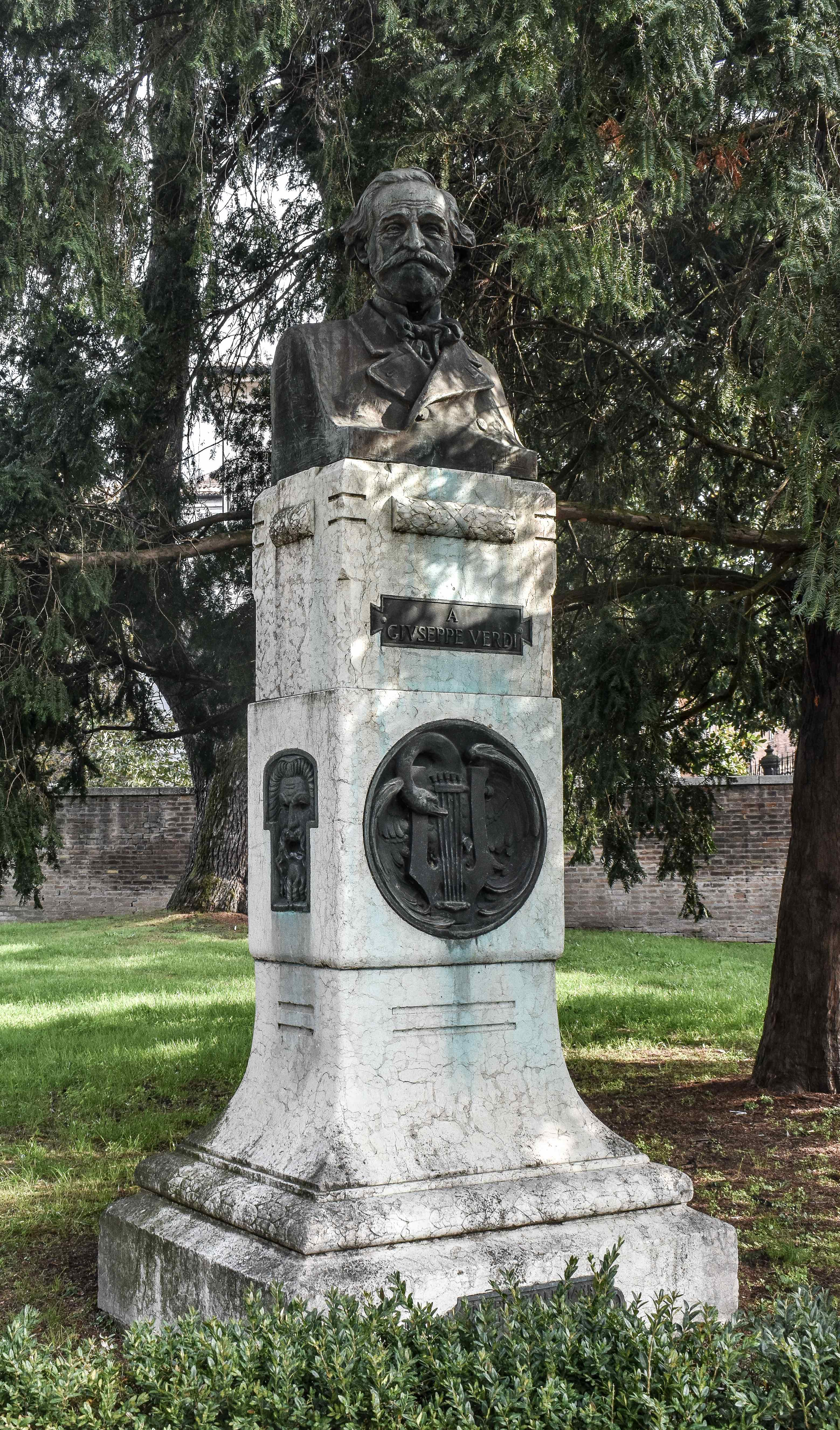
Giacomo Zilocchi, busto Giuseppe Verdi

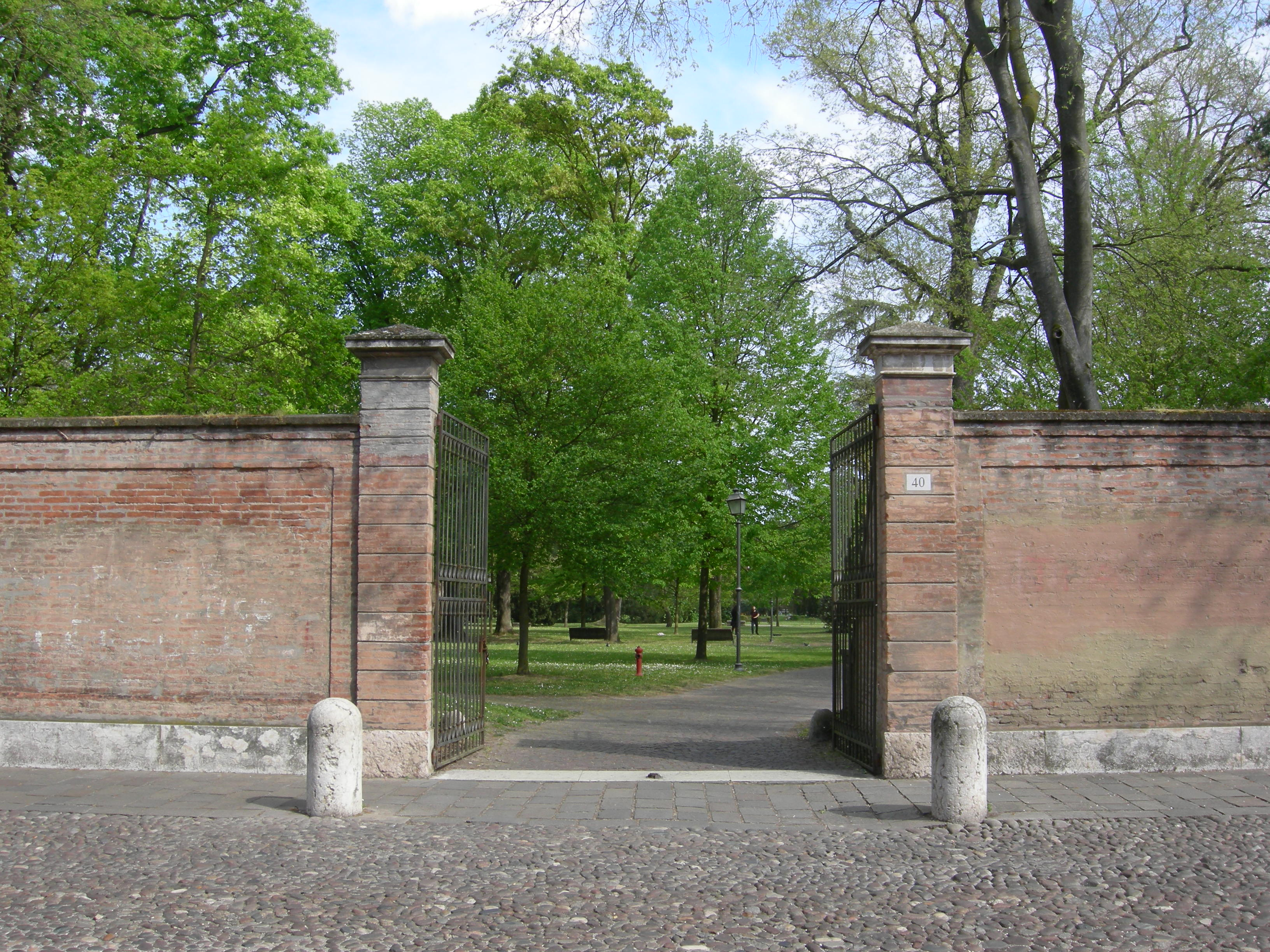
Ingresso del parco su corso Ercole I d'Este.

Il parco Massari era il giardino dell'attiguo cinquecentesco palazzo Massari. Fu progettato nel 1780 da Luigi Bertelli per il marchese Camillo Bevilacqua.
In origine aveva sette varchi di accesso ma ne rimangono soltanto due: il principale su corso Porta Mare e un secondo su corso Ercole I d'Este. Era famoso per la grande varietà di piante e arbusti presenti oltre che per il numero di statue che lo ornavano.
Sino agli anni settanta, vicino a Corso Porta Mare, era presente un labirinto di siepi, simile a quello di alcune ville venete. Tale labirinto è stato eliminato per problemi di sicurezza.
Il parco, attorno alla metà del XX secolo, è stato fonte di ispirazione per lo scrittore ferrarese Giorgio Bassani per descrivere Il giardino dei Finzi-Contini che dà il nome al suo romanzo più noto. Il luogo descritto in realtà non esiste ma il parco è quanto di più simile all'invenzione dello scrittore.
Pochi anni dopo, nella trasposizione cinematografica del testo, alcune scene de Il giardino dei Finzi Contini girato da Vittorio De Sica hanno ripreso l'ingresso del parco su corso Ercole I d'Este.

## Descrizione

### Flora
In corrispondenza dell'ingresso principale sono presenti due monumentali cedri del Libano.
Sono inoltre presenti altri alberi maestosi e importanti, come diversi ginkgo biloba, alcuni tassi, una grande farnia, bagolari, una paulownia e numerosi platani.

### Opere artistiche
A destra dell'ingresso principale lungo il sentiero è collocato il busto di Giuseppe Verdi realizzato da Giacomo Zilocchi: il busto fu donato dalla famiglia Massari nel 1913 per essere posizionato nella piazza antistante il Teatro Verdi e in seguito fu trasferito nell'attuale collocazione nell'agosto 1936. Sul sentiero che parte dalla sinistra dell'ingresso principale si trovano i busti di Cesare Battisti, in marmo, di Amedeo Colla (su modello in gesso del '36, donato al Comune nel luglio 1939 ed inaugurato il 12 luglio 1940) e il Dante Alighieri, opera del 2000 dell'artista ferrarese Mirella Guidetti Giacomelli. Quest'ultimo, fu donato nello stesso anno alla città da parte del comitato cittadino della Società Dante Alighieri. Proseguendo, vi è su un muro di cinta il bassorilievo Alle donne “Resistenti” dei Gruppi di Difesa della Donna a Ferrara, eseguito dagli allievi del civico liceo artistico Dosso Dossi ed idealmente dedicato a Luisa Gallotti Balboni, primo sindaco donna di Ferrara.